# Esma Redžepova
Esma Redžepova-Teodosievska (makedonski: Есма Реџепова-Теодосиевска; Skoplje, 8. kolovoza 1943. – Skoplje, 11. prosinca 2016.) bila je makedonska pjevačica romske glazbe i humanitarka. Zbog svoga osobitog doprinosa romskoj glazbi i njezinoj promidžbi prozvana je "Kraljicom romske glazbe".

## Životopis
Redžepova je rođena 8. kolovoza 1943. u Skoplju, koji je tad aneksirala Kraljevina Bugarska, iako je regija vraćena Jugoslaviji 1944. godine. Bila je drugo od šestero djece u romskoj obitelji. Njezin djed s očeve strane bio je romski katolik, a baka s očeve strane bila je Židovka iz Iraka. Esmina majka bila je romska muslimanka iz skopske četvrti pod imenom Šuto Orizari.[nedostaje izvor]
Esmin otac Ibrahim izgubio je nogu tijekom Njemačkog bombardiranja Skoplja 1941. Bio je obućar, a Esmina majka bila je krojačica.[nedostaje izvor]
1968. godine se udala za glazbenika Stevu Teodosievskog. Imala je ukupno 47 djece koju je posvojila. Poznata je po svom humanitarnom radu i promicanju romske kulture za što je i nagrađivana.
Preminula je 11. prosinca 2016. godine nakon teške bolesti.

## Rad
Snimila je preko 20 studijskih albuma i preko 100 singlova. Održala je preko 22 000 koncerata u preko 30 zemalja svijeta. Dva je puta bila nominiran za Nobelovu nagradu.
Njezina pjesma "Čaje šukarije" korištena je u filmu Borat bez dopuštenja, a Esma je dobila tužbu protiv redatelja. Godine 2013. predstavljala je Makedoniju na Euroviziji.